# Zsarnócai járás

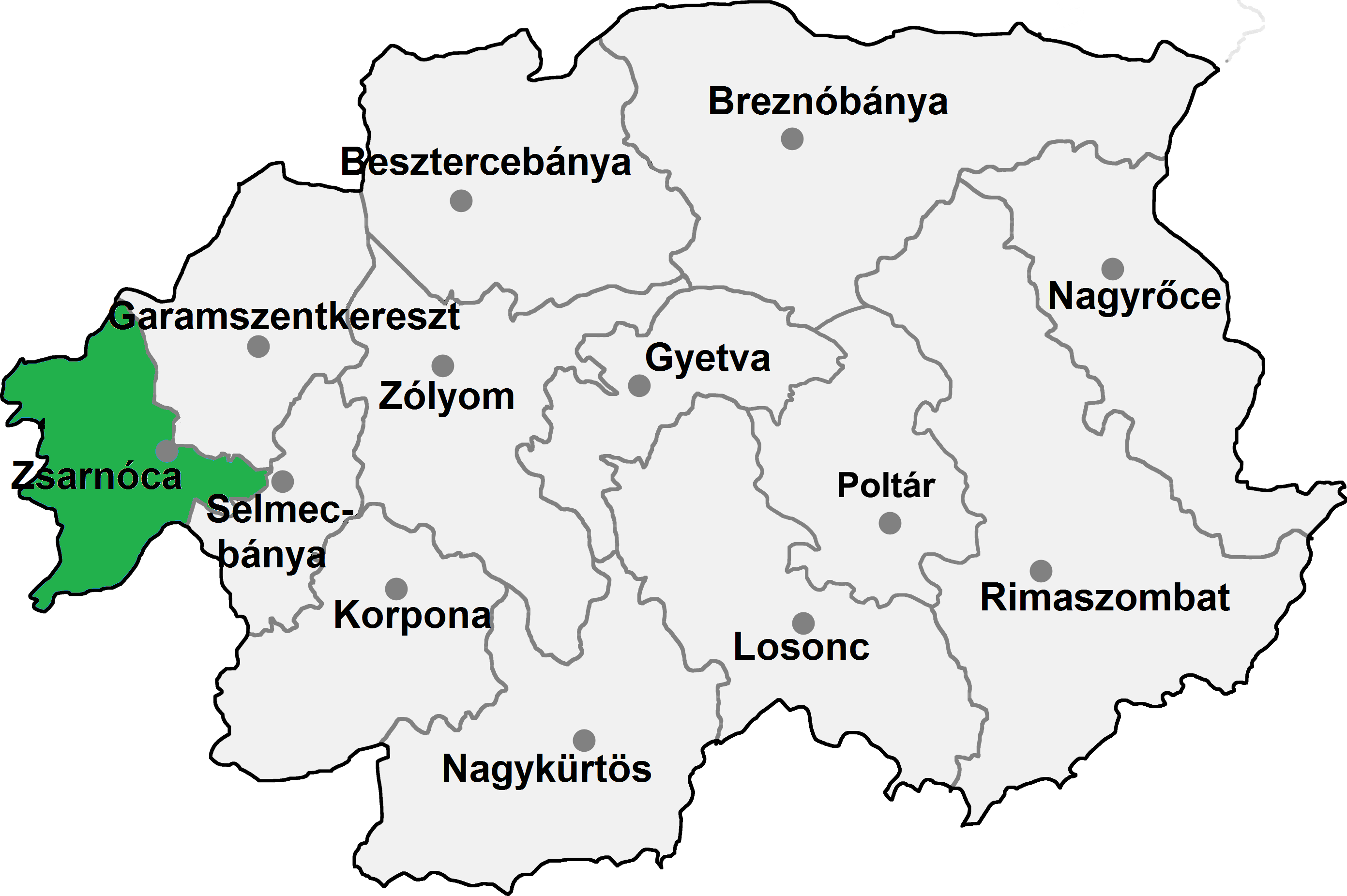
A Zsarnócai járás

A Zsarnócai járás (Okres Žarnovica) Szlovákia Besztercebányai kerületének közigazgatási egysége. Területe 426 km², lakosainak száma 27 634 (2001), székhelye Zsarnóca (Žarnovica).
A Zsarnócai járás Szlovákia közigazgatási beosztásának 1996-os átszervezésekor jött létre. Zsarnóca korábban soha nem töltött be közigazgatási központi szerepkört, viszont e járás elődjének tekinthető az 1923 és 1960 között hasonló területen fennállott Újbányai járás, melynek egykori székhelye, Újbánya is ide tartozik.

## Népessége
| Év:            | 1994.  | 2004.   | 2014.   | 2024.   |
| -------------- | ------ | ------- | ------- | ------- |
| Emberek száma: | 27 920 | 27 381  | 26 732  | 24 463  |
| Eltérés:       |        | -1,93 % | -2,37 % | -8,48 % |

| Év:            | 2023.  | 2024.   |
| -------------- | ------ | ------- |
| Emberek száma: | 24 668 | 24 463  |
| Eltérés:       |        | -0,83 % |

## A Zsarnócai járás települései
- Barsberzence (Tekovská Breznica)
- Dóczyfürésze (Píla)
- Élesmart (Ostrý Grúň)
- Erdősurány (Župkov)
- Felsőhámor (Horné Hámre)
- Garamrév (Voznica)
- Garamrudnó (Rudno nad Hronom)
- Garamszentbenedek (Hronský Beňadik)
- Gyertyánfa (Hrabičov)
- Hodrushámor (Hodruša – Hámre)
- Kisülés (Malá Lehota)
- Madarasalja (Kľak)
- Magasmart (Brehy)
- Nagyülés (Veľká Lehota)
- Oromfalu (Orovnica)
- Pálosnagymező (Veľké Pole)
- Újbánya (Nová Baňa)
- Zsarnóca (Žarnovica)